# Hague (Dakota du Nord)
Pour les articles homonymes, voir Hague.
La ville américaine de Hague est située dans le comté d'Emmons, dans l’État du Dakota du Nord. Lors du recensement de 2010, sa population s’élevait à 71 habitants.

## Histoire
Hague a été fondée en 1902.

## Démographie
| 1910 | 1920 | 1930 | 1940 | 1950 | 1960 |
| ---- | ---- | ---- | ---- | ---- | ---- |
| 183  | 315  | 364  | 442  | 328  | 197  |

| 1970 | 1980 | 1990 | 2000 | 2010 | - |
| ---- | ---- | ---- | ---- | ---- | - |
| 146  | 127  | 109  | 91   | 71   | - |

## Source
- (en) Cet article est partiellement ou en totalité issu de l’article de Wikipédia en anglais intitulé « Hague, North Dakota » (voir la liste des auteurs).